# ديدينيفو
ديدينيفو (بالروسية: Деденево) هي مدينة في دميتروف رايون موسكو أوبلاست في روسيا. يبلغ عدد سكانها حوالي 6413 نسمة.